# Neopsylla siboi
Neopsylla siboi är en loppart som beskrevs av Ye Ruiyu et Yu Xin 1993. Neopsylla siboi ingår i släktet Neopsylla och familjen mullvadsloppor. Inga underarter finns listade i Catalogue of Life.